# Lago Tanganica

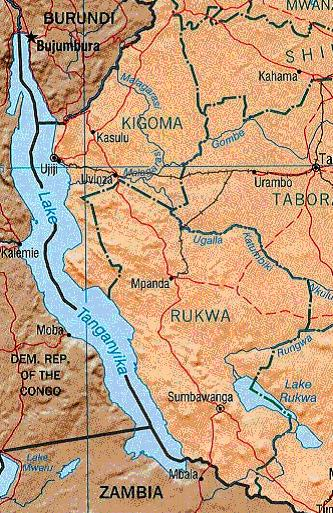
Lago Tanganica (da Universidade do Texas em Austin - Perry-Castañeda Library Map Collection

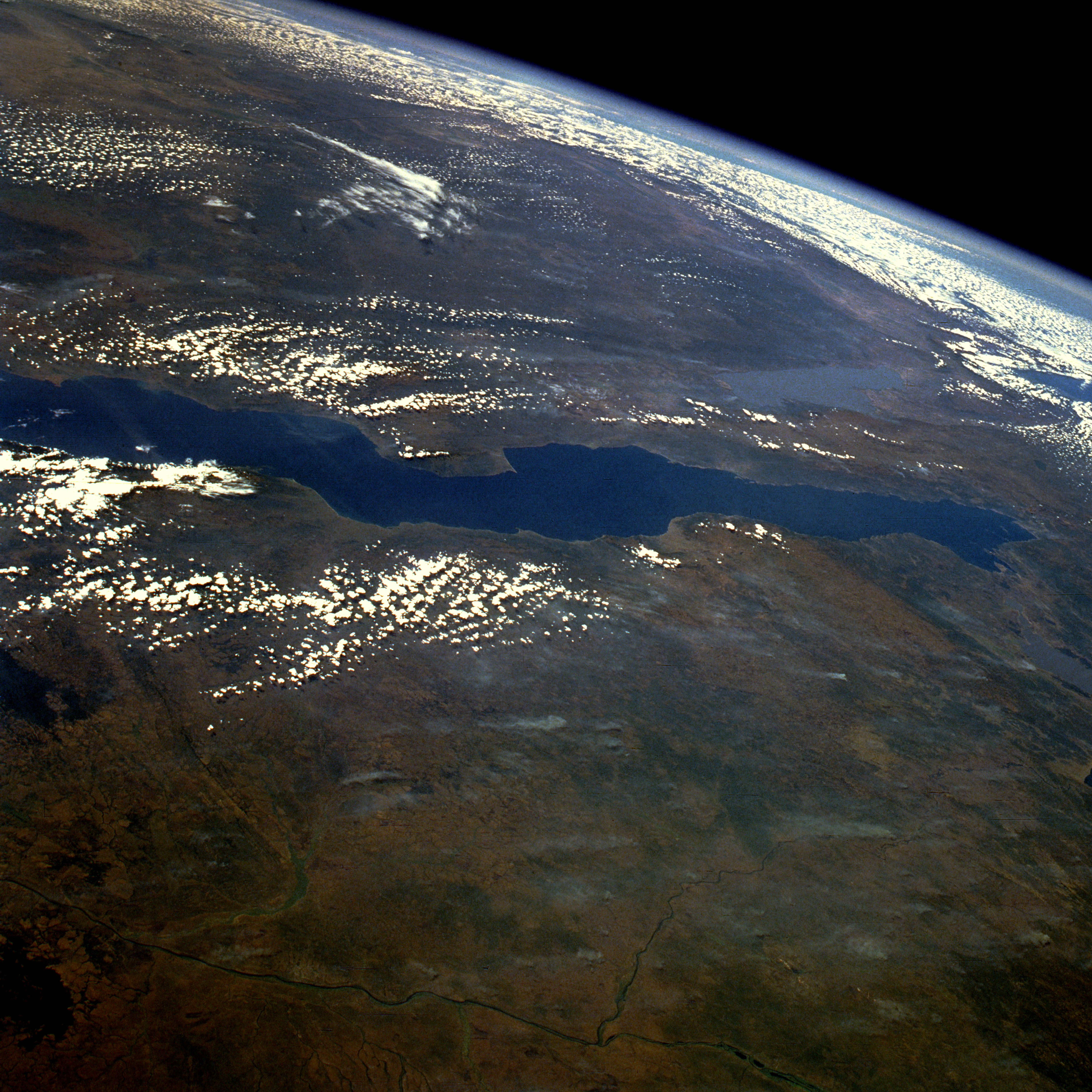
O lago Tanganica visto do espaço, Junho de 1985

O lago Tanganica ou Tanganhica (do seu nome em suaíli Tanganyika)  é um dos Grandes Lagos Africanos e o segundo maior lago da África, partilhado pela Tanzânia, República Democrática do Congo, Burundi e Zâmbia.
Está localizado no braço ocidental do Grande Vale do Rifte, a uma altitude de 782 m, estende-se por 673 km numa direção aproximadamente norte-sul – é o lago mais longo do mundo sem contar o Mar Cáspio -, com uma largura média de 50 km e tem uma profundidade máxima de 1470 m (entre 3° 20' to 8° 48' S e 29° 5' to 31° 15' E). Estima-se que este lago seja o segundo mais antigo e mais profundo do mundo, depois do lago Baical na Sibéria (e o mais profundo de África). Cobre uma área de 32.900 km², tem uma linha de costa de 1.828 km e uma profundidade média de 570 m; o seu volume é estimado em cerca de 18.900 km³. Os seus principais afluentes são os rios Ruzizi, Malagarasi e Kalambo.
Existem quatro áreas protegidas nas suas margens: a Reserva da Natureza de Rusizi, no Burundi (um sítio Ramsar), o Parque Nacional de Gombe Stream (onde se encontram os chimpanzés de Jane Goodall), o Parque Nacional das Montanhas Mahale, na Tanzânia e o Parque Nacional de Nsumbu, na Zâmbia.
Para além de ser um excelente meio de comunicação entre os países e povoações ribeirinhas, o Lago Tanganica é rico em peixes, sendo uma importante fonte de proteínas para os povos da região. Estima-se que cerca de 45 mil pessoas estejam diretamente envolvidas nas pescarias, operando de quase 800 centros de pesca; no entanto, pensa-se que mais de um milhão de pessoas dependam desta atividade.
O lago foi “descoberto” pelos europeus em 1858, quando os exploradores Richard Francis Burton e John Speke o atingiram, quando buscavam a nascente do rio Nilo. Speke continuou as suas pesquisas para norte e realmente encontrou uma das suas nascentes, o lago Vitória.

## Etimologia
O nome "Tanganica" tem origem incerta, mas é amplamente aceito que deriva de línguas bantas da região dos Grandes Lagos Africanos, particularmente do suaíli. Uma das interpretações mais comuns sugere que o termo resulta da combinação das palavras suaílis tanga, que significa "vela" ou "navegar", e nyika, que pode ser traduzida como "planície", "deserto" ou "terra desabitada". Nesse contexto, "Tanganica" poderia ser entendido como "navegar na planície" ou "vela na terra desabitada", possivelmente em referência à vastidão do lago em meio às paisagens abertas da região.
Durante o século XIX, exploradores europeus como Richard Francis Burton e John Hanning Speke registraram o nome "Tanganica" ao documentar suas expedições pela região. Burton observou que os habitantes locais não tinham certeza sobre o significado do nome, mas sugeriram que poderia significar algo como "o grande lago que se estende como uma planície".
Há ainda registros de que o nome do lago em ibembe (língua do povo Bembe, na atual República Democrática do Congo) é Étanga 'ya ni'a, que pode ser traduzido como "lugar de mistura", possivelmente referindo-se à confluência de águas de diferentes rios no lago.
Embora existam variações na interpretação do nome, "Tanganica" tornou-se amplamente aceito e foi posteriormente utilizado para nomear o território colonial adjacente ao lago. Após a independência e a união com Zanzibar em 1964, o novo país adotou o nome "Tanzânia", uma junção de Tanganica e Zanzibar.

## Limnologia e pescas
O lago Tanganica tem como afluentes principais o rio Ruzizi, que entra pelo seu extremo norte, trazendo-lhe água do lago Quivu, e o Malagarasi, que é o segundo maior rio da Tanzânia e que entra no lago pela sua margem oriental. Desta maneira, estima-se que a sua bacia hidrográfica cubra cerca de 231000 km². O principal efluente é o rio Lukuga, mas apenas quando o nível do lago Tanganica é muito alto. O rio Malagarasi é mais antigo que o lago Tanganica e já esteve ligado ao rio Congo.
Devido à sua enorme profundidade e localização tropical, as águas do lago não sofrem a viragem sazonal própria dos lagos das regiões frias e, como consequência, as suas águas profundas são consideradas “água fóssil” e são anóxicas (sem oxigénio).
No lago encontram-se pelo menos 300 espécies de ciclídeos – 98 % dos quais endémicos - e 150 doutros grupos de peixes, a maioria dos quais vive na zona bêntica (junto ao fundo); no entanto, a maior parte da biomassa de peixes vive na zona pelágica (águas abertas) e é dominada por seis espécies – duas de “sardinhas do Tanganica" e quatro do predador Lates (relacionado, mas não a espécie conhecida como perca-do-nilo que devastou a ictiofauna indígena do Lago Vitória). O elevado endemismo encontra-se também entre numerosos invertebrados do lago que são conhecidos pela sua convergência com espécies marinhas, especialmente moluscos, caranguejos, copépodes, etc.
A pesca comercial no lago começou em meados da década de 1950 e teve um crescimento rápido até finais da década de 1970, quando parece ter atingido o rendimento máximo sustentável; em 1995 a captura total atingiu cerca de 180000 toneladas, mas têm-se verificado grandes flutuações inter-anuais (o que é normal em peixes pelágicos). Existem dois projetos internacionais para a gestão das pescarias do Lago Tanganica, um organizado pela FAO e outro pela IUCN e Banco Mundial, para a gestão da biodiversidade.